# Кондаково (Владимирская область)
Кондаково — деревня в Меленковском районе Владимирской области России, входит в состав Денятинского сельского поселения.

## География
Деревня расположена в 8 км на север от центра поселения села Денятино и в 27 км на север от города Меленки, ж/д станция Кондаково на линии Черусти — Муром.

## История
Деревня впервые упоминается в составе Денятинского прихода в окладных книгах Рязанской епархии за 1676 год, по этим книгам в сельце Кондаково числилось 1 двор помещиков и 15 дворов крестьянских. 
В конце XIX — начале XX века деревня входила в состав Папулинской волости Меленковского уезда, с 1926 года — в составе Муромского уезда. В 1859 году в деревне числилось 28 дворов, в 1905 году — 29 дворов, в 1926 году — 56 дворов.
С 1929 года деревня входила в состав Озорновского сельсовета Меленковского района, с 1954 года — в составе Левинского сельсовета, с 2005 года — в составе Денятинского сельского поселения. 

## Население
| 1859 | 1905 | 1926 | 2002 | 2010 | 2021 |
| ---- | ---- | ---- | ---- | ---- | ---- |
| 136  | ↗209 | ↗261 | ↘241 | ↘160 | ↘140 |